# Parti social-démocrate uni
Le Parti social-démocrate uni ( portugais : Partido Unido Social Democrático) en abréger (PUSD) est un parti politique social-démocrate de centre gauche en Guinée-Bissau.

## Histoire
Le parti a été créé le 30 mai 1991 et légalisé le 6 juin 1992. Víctor Saúde Maria a été son chef initial. Aux élections générales de 1994, Saúde Maria a terminé septième aux élections présidentielles avec 2% des voix, et le parti n'a pas réussi à remporter un siège à l'Assemblée populaire nationale. Saúde Maria est décédée le 25 octobre 1999 et une crise de leadership ultérieure l'a empêchée de se présenter aux élections générales de 1999.
L'ancien Premier ministre Francisco Fadul a été élu président du PUSD le 18 décembre 2002 lors d'un congrès du parti à Bissau. Aux élections législatives de 2004, le parti a obtenu 17,6% des voix et remporté 17 sièges sur 100 à l'Assemblée. Cependant, huit des députés du PUSD ont été expulsés du parti en août 2004. Lors des élections présidentielles de 2005, Fadul a terminé quatrième avec 2,85% des voix.
En 2006, Fadul a demandé à Namuano Dias, membre du PUDS qui servait au gouvernement en tant que ministre de la Justice, de démissionner du gouvernement parce qu'il avait été accusé de corruption. Cependant, Dias et le Premier ministre Aristides Gomes ont rejeté la demande, ce qui a conduit Fadul à démissionner de la direction du PUSD et à quitter la politique. Il est revenu à la politique l'année suivante, créant un nouveau parti, le Party for Democracy, Development and Citizenship (PADEC), en mai 2007.
Le 12 mars 2007, le PUSD a formé une coalition tripartite avec le Parti africain pour l'indépendance de la Guinée et du Cap-Vert (PAIGC) et le Parti pour le renouveau social (PRS) alors qu'ils cherchaient à former un nouveau gouvernement. Cela a conduit à un vote de censure réussi contre le Premier ministre Aristides Gomes et à sa démission à la fin du mois ; le 9 avril, le choix des trois partis pour le poste de Premier ministre, Martinho Ndafa Kabi, a été nommé Premier ministre par le président João Bernardo Vieira et le 17 avril un nouveau gouvernement a été nommé, le PUSD recevant deux des 20 portefeuilles ministériels.
Fadul a contesté la direction du PUSD devant les tribunaux et a soutenu qu'il était le président légitime du parti. Selon Fadul, le PUSD avait une direction contestée et ne pouvait donc légitimement participer au pacte.
Les élections législatives de 2008 ont vu le parti perdre tous ses sièges à l'Assemblée. Il n'a pas participé aux élections présidentielles de 2009 ou 2012. Aux élections générales de 2014, il n'a pas présenté de candidat à la présidence, mais a participé aux élections législatives, obtenant 0,7 % des voix et ne remportant pas de siège.
En octobre 2013, Carmelita Pires a été élue à la tête du Parti social-démocrate uni (PUSD) par 264 voix sur 274. Carmelita Pires a déclaré qu'elle n'avait pas l'intention de se présenter à la présidence du pays. Le parti n'avait pas de représentation au parlement à l'époque mais il avait 17 députés à l'Assemblée populaire nationale. Les priorités de son parti, si elle est élue, seraient l'éducation, la santé et la sécurité sociale.